# Deborah Rennard
Pour les articles homonymes, voir Renard (homonymie).
Deborah Rennard (Los Angeles, 4 novembre 1959) est une actrice, écrivaine et productrice américaine. 

## Filmographie

### Cinéma
- 1990 : Full Contact

### Télévision
- 1996 : Dallas : Le Retour de J.R.
- 1994 - 1995 : Un tandem de choc
- 1981 - 1991 : Dallas